# Chambon (Charente-Maritime)
Chambon is een gemeente in het Franse departement Charente-Maritime (regio Nouvelle-Aquitaine). De plaats maakt deel uit van het arrondissement Rochefort. Chambon telde op 1 januari 2022 985 inwoners.

## Geografie
De oppervlakte van Chambon bedroeg op 1 januari 2022 18,33 vierkante kilometer; de bevolkingsdichtheid was toen 53,7 inwoners per km².
De onderstaande kaart toont de ligging van Chambon met de belangrijkste infrastructuur en aangrenzende gemeenten.

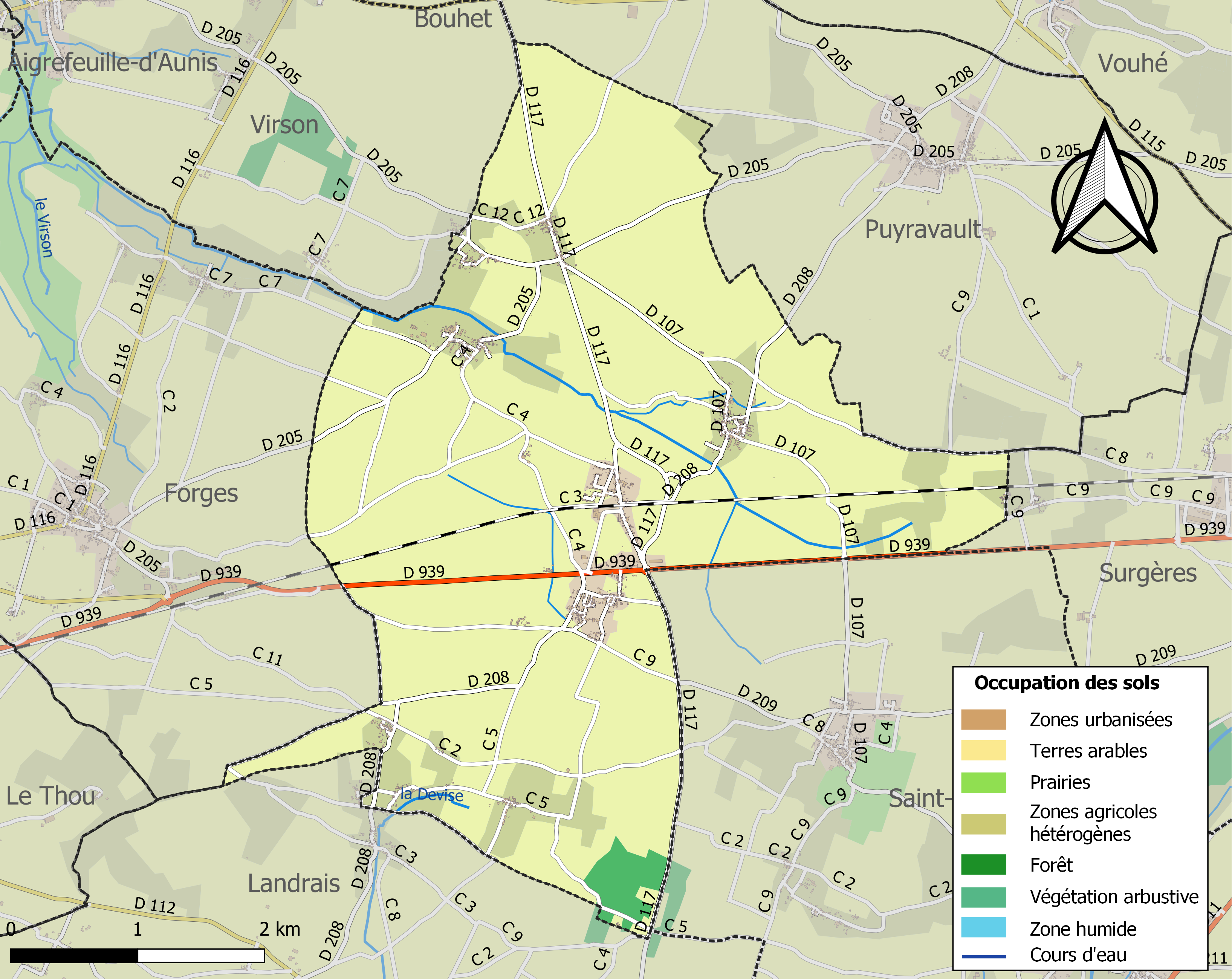

## Demografie
Onderstaande figuur toont het verloop van het inwonertal (bron: INSEE-tellingen).